# Mike Dunlap
Michael "Mike" Gregory Dunlap (nascido em 27 de maio de 1957) é um americano treinador de basquete profissional que atua como treinador assistente do Milwaukee Bucks da National Basketball Association (NBA). Ele foi introduzido no Hall da Fama da MSU Denver em 2011.
Dunlap é o ex-treinador principal do Charlotte Bobcats da NBA.

## Carreira
Dunlap passou três temporadas (1994-1996) na Austrália como treinador principal do Adelaide 36ers na National Basketball League. Dunlap teve sucesso ao levar a equipe à Grande Final da NBL em 1994 contra o North Melbourne Giants e às semifinais em 1995 e 1996. Ao longo de sua três temporadas em Adelaide, Dunlap compilou um recorde de 59-36 antes de retornar aos EUA apenas algumas semanas antes da temporada de 1997 após a morte repentina de seu pai. Dunlap é creditado como o treinador que deu o pontapé inicial na carreira do melhor jogador do clube de todos os tempos, Brett Maher.
Ele serviu como treinador principal no Metro State de 1997 a 2006. Dunlap liderou o programa em 2 títulos nacionais nas temporadas de 2000 e 2002. Como o arquiteto dos maiores anos na história da universidade, ele foi nomeado o Treinador do Ano pela Associação Nacional de Treinadores de Basquete em 2000 e 2002. Ele foi treinador assistente do Denver Nuggets de 2006 a 2008. Ele atuou como assistente na Universidade do Arizona na temporada de 2008–09 e na Universidade de Oregon na temporada de 2009-10. Ele foi o treinador principal interino e o assistente na St. John's University de 2010 a 2012.
Na temporada da NBA de 2011-12, o recorde do Charlotte Bobcats foi o pior de todos os tempos da NBA: 7-59. Dunlap se juntou à equipe em 20 de junho de 2012 como o novo treinador principal. No início da temporada de 2012–13, os Bobcats tinham um recorde de 7–5, igualando o total de vitórias da temporada anterior. Eles terminaram com um recorde de 21–61. Dunlap se tornou o único treinador na história da NBA a triplicar o total de vitórias de um time na temporada anterior. Em 23 de abril de 2013, os Bobcats anunciaram que Dunlap não voltaria como treinador. A paciência e o ensino de Dunlap estabeleceram uma base que levaria o Charlotte aos playoffs na temporada seguinte.
Dunlap ingressou na Universidade de Loyola como treinador principal em 2014. Durante seu mandato em Loyola, Dunlap viu um crescimento constante de uma equipe que teve um recorde de 8–23 na temporada 2014–15 para uma equipe com um recorde de 15–15 na temporada de 2016–17. Na temporada de 2018-19, Dunlap liderou a equipe para uma temporada de 22 vitórias. Este é o terceiro melhor registro da história da universidade. Loyola e Dunlap concordaram em se separar após seis temporadas em 8 de março de 2020. Ele terminou sua carreira em sua alma mater com 81 vitórias no total, o quinto maior número de todos os tempos na história da universidade.
Em 17 de novembro de 2020, Dunlap foi contratado como assistente técnico do Milwaukee Bucks.

## Estatísticas

### NBA
| Temporada regular | Temporada regular | Temporada regular | Temporada regular | Temporada regular | Temporada regular | Temporada regular     | Playoffs | Playoffs | Playoffs | Playoffs | Playoffs                 |
| Time              | Ano               | J                 | V                 | D                 | %                 | Classificação Final   | J        | V        | D        | %        | Resultado Final          |
| ----------------- | ----------------- | ----------------- | ----------------- | ----------------- | ----------------- | --------------------- | -------- | -------- | -------- | -------- | ------------------------ |
| Charlotte         | 2012–13           | 82                | 21                | 61                | .256              | 4ª na Divisão Sudeste | —        | —        | —        | —        | Não foi para os playoffs |

### NBL
| Temporada regular | Temporada regular | Temporada regular | Temporada regular | Temporada regular | Temporada regular | Temporada regular   | Playoffs | Playoffs | Playoffs | Playoffs | Playoffs        |
| Time              | Ano               | J                 | V                 | D                 | %                 | Classificação Final | J        | V        | D        | %        | Resultado Final |
| ----------------- | ----------------- | ----------------- | ----------------- | ----------------- | ----------------- | ------------------- | -------- | -------- | -------- | -------- | --------------- |
| Adelaide 36ers    | 1994              | 26                | 18                | 8                 | .692              | 4ª lugar            | 7        | 4        | 3        | .571     | Vice-Campeão    |
| Adelaide 36ers    | 1995              | 26                | 17                | 9                 | .654              | 4ª lugar            | 5        | 2        | 3        | .400     | Semi-Finais     |
| Adelaide 36ers    | 1996              | 26                | 16                | 10                | .615              | 6ª lugar            | 5        | 2        | 3        | .400     | Semi-Finais     |
| Carreira          | Carreira          | 78                | 51                | 27                | .654              |                     | 17       | 8        | 9        | .471     |                 |

### Universitário
| Temporada                                                                                   | Time                                                 | Registro                                             | Conferência                                          | Classificação                                        | Pós-Temporada                                        |
| Cal Lutheran Kingsmen (NCAA Division II) (1989-1991)                                        | Cal Lutheran Kingsmen (NCAA Division II) (1989-1991) | Cal Lutheran Kingsmen (NCAA Division II) (1989-1991) | Cal Lutheran Kingsmen (NCAA Division II) (1989-1991) | Cal Lutheran Kingsmen (NCAA Division II) (1989-1991) | Cal Lutheran Kingsmen (NCAA Division II) (1989-1991) |
| ------------------------------------------------------------------------------------------- | ---------------------------------------------------- | ---------------------------------------------------- | ---------------------------------------------------- | ---------------------------------------------------- | ---------------------------------------------------- |
| 1989–90                                                                                     | Cal Lutheran                                         | 5–21                                                 |                                                      |                                                      |                                                      |
| 1990–91                                                                                     | Cal Lutheran                                         | 14–12                                                |                                                      |                                                      |                                                      |
| Cal Lutheran Kingsmen (Southern California Intercollegiate Athletic Conference) (1991–1994) |                                                      |                                                      |                                                      |                                                      |                                                      |
| 1991–92                                                                                     | Cal Lutheran                                         | 16–12                                                | 11–3                                                 | 1ª lugar                                             | Sectional da Divisão III da NCAA                     |
| 1992–93                                                                                     | Cal Lutheran                                         | 20–7                                                 | 12–2                                                 | 1ª lugar                                             | Regional da Divisão III da NCAA                      |
| 1993–94                                                                                     | Cal Lutheran                                         | 25–3                                                 | 12–2                                                 | 1ª lugar                                             | Sectional da Divisão III da NCAA                     |
| Carreira na Cal Luthera                                                                     | Carreira na Cal Luthera                              | 80–55 (.593)                                         | 35–7 (.833)                                          |                                                      |                                                      |
| Metro State Roadrunners (Rocky Mountain Athletic Conference) (1997–2006)                    |                                                      |                                                      |                                                      |                                                      |                                                      |
| 1997–98                                                                                     | Metro State                                          | 25–5                                                 | 16–3                                                 | 1ª lugar (East)                                      | Torneio da Divisão II da NCAA                        |
| 1998–99                                                                                     | Metro State                                          | 28–6                                                 | 15–4                                                 | 1ª lugar (East)                                      | Vice-Campeão do Torneio da Divisão II da NCAA        |
| 1999–00                                                                                     | Metro State                                          | 33–4                                                 | 17–2                                                 | 1ª lugar (East)                                      | Campeão do Torneio da Divisão II da NCAA             |
| 2000–01                                                                                     | Metro State                                          | 23–7                                                 | 14–5                                                 | 3ª lugar (East)                                      | Primeira Rodada do Torneio da Divisão II da NCAA     |
| 2001–02                                                                                     | Metro State                                          | 29–6                                                 | 16–3                                                 | 2ª lugar (East)                                      | Campeão do Torneio da Divisão II da NCAA             |
| 2002–03                                                                                     | Metro State                                          | 28–5                                                 | 16–3                                                 | 2ª lugar (East)                                      | Segunda Rodada do Torneio da Divisão II da NCAA      |
| 2003–04                                                                                     | Metro State                                          | 32–3                                                 | 19–0                                                 | 1ª lugar (East)                                      | Final Four do Torneio da Divisão II da NCAA          |
| 2004–05                                                                                     | Metro State                                          | 29–4                                                 | 16–3                                                 | 1ª lugar (East)                                      | Elite Eight do Torneio da Divisão II da NCAA         |
| 2005–06                                                                                     | Metro State                                          | 21–10                                                | 13–6                                                 | 3ª lugar (East)                                      | Primeira Rodada do Torneio da Divisão II da NCAA     |
| Carreira na Metro State                                                                     | Carreira na Metro State                              | 248–50 (.832)                                        | 142–29 (.830)                                        |                                                      |                                                      |
| Loyola Marymount Lions (West Coast Conference) (2014–2020)                                  |                                                      |                                                      |                                                      |                                                      |                                                      |
| 2014–15                                                                                     | Loyola Marymount                                     | 8–23                                                 | 4–14                                                 | T–9th                                                |                                                      |
| 2015–16                                                                                     | Loyola Marymount                                     | 14–17                                                | 6–12                                                 | T–7th                                                |                                                      |
| 2016–17                                                                                     | Loyola Marymount                                     | 15–15                                                | 8–10                                                 | 6th                                                  |                                                      |
| 2017–18                                                                                     | Loyola Marymount                                     | 11–20                                                | 5–13                                                 | 8th                                                  |                                                      |
| 2018–19                                                                                     | Loyola Marymount                                     | 22–12                                                | 8–8                                                  | T–5th                                                | Semi-final da CBI                                    |
| 2019–20                                                                                     | Loyola Marymount                                     | 11–21                                                | 4–12                                                 | 8th                                                  | Pós-temporada não realizada                          |
| Carreira em Loyola                                                                          | Carreira em Loyola                                   | 81–108 (.429)                                        | 35–69 (.337)                                         |                                                      |                                                      |
| Total da Carreira                                                                           | Total da Carreira                                    | 409–213 (.658)                                       | 212–105                                              |                                                      |                                                      |